# Szekszárd-Palánk megállóhely
Szekszárd-Palánk megállóhely egy Tolna vármegyei vasúti megállóhely Szekszárd városában, a MÁV üzemeltetésében.
Külterületen helyezkedik el, a megyeszékhely központjától 4 kilométerre északra, Palánk településrész keleti peremén; közúti elérését csak egy, az 5112-es útból kiágazó önkormányzati út biztosítja.

## Vasútvonalak
A megállóhelyet az alábbi vasútvonalak érintik:
- Rétszilas–Bátaszék-vasútvonal

## Kapcsolódó állomások
A megállóhelyhez az alábbi állomások vannak a legközelebb:
- Tolna-Mözs vasútállomás (Rétszilas–Bátaszék-vasútvonal)
- Szekszárd vasútállomás (Rétszilas–Bátaszék-vasútvonal)

## Forgalom
| Járat        | Útvonal | Gyakoriság                     |
| ------------ | --- | ------------------------------ |
| személyvonat | Sárbogárd – Rétszilas – Cece – Vajta – Nagydorog – Tengelic – Fácánkert – Tolna-Mözs – Szekszárd-Palánk – Szekszárd – Őcsény – Decs – Bátaszék (– Alsónyék – Pörböly – Baja) | Napi 3 pár                     |
| személyvonat | Tolna-Mözs → Szekszárd-Palánk → Szekszárd | Munkanapokon 1 Szekszárd felé  |
| személyvonat | Tolna-Mözs → Szekszárd-Palánk → Szekszárd → Őcsény → Decs | Munkanapokon 1 Decs felé       |
| személyvonat | Tolna-Mözs → Szekszárd-Palánk → Szekszárd → Őcsény → Decs → Bátaszék → Alsónyék → Pörböly → Baja                                                                             | Munkanapokon 1 Baja felé       |
| személyvonat | Nagydorog → Tengelic → Fácánkert → Tolna-Mözs → Szekszárd-Palánk → Szekszárd                                                                                                 | Munkanapokon 1 Szekszárd felé  |
| személyvonat | Bátaszék → Decs → Őcsény → Szekszárd → Szekszárd-Palánk → Tolna-Mözs | Munkanapokon 2 Tolna-Mözs felé |
| személyvonat | Decs → Őcsény → Szekszárd → Szekszárd-Palánk → Tolna-Mözs → Fácánkert → Tengelic → Nagydorog                                                                                 | Munkanapokon 1 Nagydorog felé  |